# Aleksandr Iljin
Aleksandr Wasiljewicz Iljin (ur. 5 lutego 1993 w Kemerowie, Rosja) – piłkarz grający na pozycji pomocnika, prawonożny. Ostatnio występował w klubie Dinamo Petersburg.

## Kariera piłkarska
Wychowanek szkółki piłkarskiej moskiewskiego Spartaka. W styczniu 2011 roku klub rozwiązał kontrakt z tym piłkarzem. W sierpniu przyjął go lokalny rywal Spartaka - Dinamo Moskwa. W biało-niebieskich barwach wystąpił zaledwie jednym meczu rosyjskiej Priemjer-Ligi. Przez następne lata, jako zawodnik młodzieżówki, nie zdołał przedostać się do pierwszego składu. Latem 2014 roku został wypożyczony do klubu z Jużnosachalińska występującemu wówczas na drugim poziomie ligowym. 30 czerwca 2015 roku przeszedł do Petersburga.

## Wypadek samochodowy
12 września 2015 roku prowadząc auto pod wpływem alkoholu spowodował wypadek ze skutkiem śmiertelnym. Wszczęto postępowanie karne.